# Rocco Vata
Rocco Vata (Glasgow, Escocia, 18 de abril de 2005) es un futbolista irlandés. Juega como extremo y su equipo es el Watford F. C. de la EFL Championship.

## Selección nacional
El 20 de marzo de 2025 hizo su debut con la selección de Irlanda en la ida de la promoción de ascenso y descenso de la Liga de Naciones de la UEFA 2024-25 ante Bulgaria que ganaron por uno a dos.

## Clubes
| Club          | País       | Año       |
| ------------- | ---------- | --------- |
| Celtic F. C.  | Escocia    | 2022-2024 |
| Watford F. C. | Inglaterra | 2024-     |

## Palmarés

### Títulos nacionales
| Título               | Club         | País    | Año     |
| -------------------- | ------------ | ------- | ------- |
| Scottish Premiership | Celtic F. C. | Escocia | 2022-23 |
| Copa de Escocia      | Celtic F. C. | Escocia | 2022-23 |
| Scottish Premiership | Celtic F. C. | Escocia | 2023-24 |
| Copa de Escocia      | Celtic F. C. | Escocia | 2023-24 |